# Macrocyttara
Macrocyttara är ett släkte av fjärilar. Macrocyttara ingår i familjen träfjärilar.
Kladogram enligt Catalogue of Life:
| Macrocyttara | \| \| Macrocyttara expressa \| \| \| \| \| \| Macrocyttara pamphaea \| \| \| \| |
|              | \| \| Macrocyttara expressa \| \| \| \| \| \| Macrocyttara pamphaea \| \| \| \| |
|              | Macrocyttara expressa                                                           |
|              |                                                                                 |
|              | Macrocyttara pamphaea                                                           |
|              |                                                                                 |